# Sveti Juraj u Trnju
Sveti Juraj u Trnju (mađarski: Tüskeszentgyörgy) je naselje u Republici Hrvatskoj, u sastavu Općine Donji Kraljevec, Međimurska županija. 

## Stanovništvo
Prema popisu stanovništva iz 2001. godine, naselje je imalo 285 stanovnika te 76 obiteljskih kućanstava.
| broj stanovnika | 183   | 191   | 207   | 243   | 234   | 264   | 306   | 283   | 325   | 319   | 282   | 293   | 320   | 320   | 285   | 300   | 282   |
|                 | 1857. | 1869. | 1880. | 1890. | 1900. | 1910. | 1921. | 1931. | 1948. | 1953. | 1961. | 1971. | 1981. | 1991. | 2001. | 2011. | 2021. |

## Poznate osobe
- Dragutin Vuk, hrv. nogometni sudac i sudački kontrolor